# Sombrerete Grande
Sombrerete Grande är en ort i Mexiko.   Den ligger i kommunen Álamo Temapache och delstaten Veracruz, i den sydöstra delen av landet, 210 km nordost om huvudstaden Mexico City. Sombrerete Grande ligger 63 meter över havet och antalet invånare är 522.
Terrängen runt Sombrerete Grande är platt norrut, men söderut är den kuperad. Runt Sombrerete Grande är det ganska tätbefolkat, med 62 invånare per kvadratkilometer. Närmaste större samhälle är Álamo, 14,1 km öster om Sombrerete Grande. Trakten runt Sombrerete Grande består till största delen av jordbruksmark.